# Піунова Катерина Борисівна
Катерина Борисівна Піуно́ва-Шмітгоф (нар. 29 листопада 1841, Нижній Новгород — пом. 10 грудня 1909, Нижній Новгород) — російська акторка.

## Біографія
Народилася 14 [29] листопада 1841 року у Нижньому Новгороді (тепер Росія). Протягом 1851⁣ — ⁣1853 років навчалася в Московському театральному училищі. З 1856 до 1858 року працювала в міському театрі Нижнього Новгорода. У кінці 1857 року з нею познайомився Тарас Григорович Шевченко. Він піклувався про її мистецьке зростання. 30 січня 1858 запропонував їй одружитися, але дівчина відмовилася. 1858 року Шевченко опублікував у «Нижегородских губернских ведомостях» схвальний відгук на бенефіс актриси.
Померла у Нижньому Новгороді 27 листопада [10 грудня] 1909 року.

## Творчість
Серед ролей:
- Тетяна («Москаль-чарівник» Івана Котляревського; грала разом з Михайлом Щепкіним);
- Софія, Ліза («Лихо з розуму» Олександра Грибоєдова);
- Ліза («Лев Гурич Синичкін» Дмитра Ленського);
- Катерина, Кабаниха («Гроза» Олександра Островського).

Написала спогади про Шевченка, які 1939 року надрукував її син — Микола Шмідтгоф у 3-й книзі «Литературного современника».